# Conferència d'Ambaixadors
La Conferència d'Ambaixadors dels Principipals Poders Aliats i Associats va ésser una organització interaliada de l'Entente en el període posterior a la fi de la Primera Guerra Mundial.
Creada a París per la Conferència de Spa, més tard va ésser incorporada "de facto" a la Societat de Nacions com un dels seus òrgans de govern. Es va reunir per a jutjar diverses disputes territorials entre estats europeus, notablement els conflictes sobre Zaolzie (entre Polònia i Txecoslovàquia), el conflicte sobre la ciutat de Vílnius (entre Polònia i Lituània) i l'incident de Corfú (entre Itàlia i Grècia). Va deixar d'existir el 1931.